# Granatellus
Granatellus é um género de ave da família Cardinalidae.

## Espécies
- Granatellus pelzelni Sclater, PL, 1865
- Granatellus sallaei (Bonaparte, 1856)
- Granatellus venustus (Bonaparte, 1850)